# Yelcho (comuna)
Yelcho fue una comuna del sur de Chile que integró las provincias de Aysén y Chiloé. Existió entre 1928 y 1959.

## Historia
La comuna-subdelegación fue creada por el Decreto con Fuerza de Ley 8583 del 30 de diciembre de 1927 y entró en vigencia el 1 de febrero de 1928. Se integró al territorio de Aysén, creado por el mismo DFL.
Su territorio lo conformaba la zona de Chiloé continental desde la península de Huequi hasta la línea de cumbres que limita al sur de la hoya del río Palena. Previamente, toda esta zona había pertenecido a la comuna de Quenac —suprimida por el DFL 8583—, y a la 7.ª subdelegación Río Simpson de la comuna de Puerto Montt.
En 1929 pasó a formar parte de la provincia de Aysén. Al año siguiente, de acuerdo al censo de 1930, tenía una población de 1096 habitantes.
En 1936 se anexó al restablecido departamento de Quinchao, en la provincia de Chiloé.
La comuna finalmente se suprimió en 1959 mediante la Ley 13375 que creó el departamento de Palena. El territorio que la conformaba pasó a formar las nuevas comunas de Chaitén, Futaleufú, Palena y Corcovado.